# Zhang Yi (Badminton)
Zhang Yi (chinesisch 张翼, * 16. Mai 1980) ist ein chinesischer Badmintonspieler.

## Karriere
Zhang Yi gewann 2007 die Internationalen Meisterschaften von Ungarn im Mixed mit Cai Jiani. Beide gewannen in der folgenden Saison auch die Portugal International und die Austrian International. In der Spielzeit 2008/2009 siegten sie ebenfalls bei den Estonian International. In dieser Zeit war er schon in Schweden als Badminton-Legionär aktiv.

## Sportliche Erfolge
| Saison    | Veranstaltung           | Disziplin | Sieger               |
| --------- | ----------------------- | --------- | -------------------- |
| 2007      | Hungarian International | Mixed     | Zhang Yi / Cai Jiani |
| 2008      | Austrian International  | Mixed     | Zhang Yi / Cai Jiani |
| 2008      | Portugal International  | Mixed     | Zhang Yi / Cai Jiani |
| 2008/2009 | Estonian International  | Mixed     | Zhang Yi / Cai Jiani |